# Wilhelm Fabricius (historien, 1857)
Pour les articles homonymes, voir Fabricius.
Ne doit pas être confondu avec Wilhelm Fabricius (historien, 1861).
Wilhelm Fabricius (né le 12 octobre 1857 à Groß-Umstadt, grand-duché de Hesse et mort le 14 avril 1942 à Marbourg) est un bibliothécaire et historien allemand.

## Biographie
Fabricius est le fils du pasteur et conseiller d'église Wilhelm Justus Fabricius et Auguste Wilhelmine Luise Fabricius née Draudt. Après avoir obtenu son diplôme d'études secondaires à Siegen, à partir de 1878, il étudie les sciences naturelles, la philosophie, l'éducation et l'histoire à l'Université Louis de Hesse, à l'Université d'Iéna et à l'Université Louis-et-Maximilien de Munich. En 1895, il est obtoient son doctorat. Il entre au service de la bibliothèque prussienne en 1896 et devient assistant bibliothécaire à la bibliothèque universitaire de Marbourg (de). En 1902, il se rend à la bibliothèque empereur-Guillaume (de) à Posen et en 1906 retourne à Marbourg. Il y est ensuite nommé bibliothécaire en chef et, en 1917, professeur honoraire. En 1923, il prend sa retraite. Il poursuit ses recherches et devient membre de la Commission historique de Hesse et Waldeck en 1925.
Le principal domaine d'activité de Fabricius est l'histoire étudiante, qu'il a cofondée en tant que discipline indépendante. Il veut qu'elle soit classée sous le thème général de l'histoire universitaire. Pendant ses années d'étudiant, il est actif dans le Corps Starkenburgia (de) (1879) et dans le Corps Guestphalia Jena (de) (1880). Il reçoit plus tard les rubans de Teutonia Marburg (de) (1905) et Guestphalia Marburg (de) (1911). Il occupe de nombreux postes au sein de l'Association des anciens étudiants de corps (de) (VAC). En 1884, il est cofondateur de l'Academische Jahreshefte, en 1888 cofondateur et premier secrétaire de la VAC et membre de plusieurs commissions, dont la commission historique de l'association jusqu'en 1935. C'est à son initiative que l'accord de Marbourg est né en 1912, qui est considéré comme le précurseur de le cercle général allemand des armes (de) (ADW) et de la Convention d'Erlangen sur les associations et l'honneur (de) (EVA). Fabricius est également responsable de la création d'une collection d'histoire étudiante, dont il s'occupe lui-même à Marbourg de 1907 à 1929. Elle est confiée à Carl Manfred Frommel (de), qui s'occupe d'elle à partir de 1930 à l'université Johann Wolfgang Goethe de Francfort-sur-le-Main et à partir de 1935 à la forteresse de Marienberg. À Wurtzbourg, il constitue désormais la base de l'Institut d'études universitaires de l'Université de Wurtzbourg. Les archives de l'association Kösener SC à l'Institut d'études universitaires conservent le patrimoine scientifique de Fabricius.
Il est marié depuis le 29 mai 1888 à Siegen avec Margarete Marianne Henriette née Schneck. Leur fille Bertha épouse Kurt Glaser (de).

## Honneurs
- Membre honoraire du Corps Starkenburgia
- Membre honoraire du Marburger Wingolf (de)
- La médaille Fabricius de la Convention des associations universitaires allemandes (de) porte le nom de Fabricius.

## Œuvres (sélection)
- mit Karl Scharfenberg: Geschichte des Corps Starkenburgia zu Gießen von 1840–1890: zur Erinnerung an den 50jährigen Stiftungscommers zu Gießen am 7., 8. und 9. August 1890, [Berlin] : Schuh & Cie. [1891].
- Die Studentenorden des 18. Jahrhunderts und ihr Verhältnis zu den gleichzeitigen Landsmannschaften. Ein kulturgeschichtlicher Versuch, Jena: Döbereiner 1891.
- Siegener Studenten in früheren Jahrhunderten, Siegen: Vorländer 1898.
- Die Deutschen Corps. Eine historische Darstellung mit besonderer Berücksichtigung des Mensurwesens, Berlin: Thilo 1898 (2. Aufl. 1926).
- Geschichte und Chronik des Kösener SC-Verbandes, nach den Akten, Marburg a.L.: Elwert 1907 (3. Aufl. 1921).
- Neues Deutsches Kommersbuch (Hg.), Dresden: Sponsel 1911.
- Katalog der Bibliothek des Verbandes Alter Corpsstudenten, 2. Aufl., Frankfurt a. M.: Verlag der Deutschen Corpszeitung 1927.